# Smittina impellucida
Smittina impellucida är en mossdjursart som beskrevs av Gontar 2008. Smittina impellucida ingår i släktet Smittina och familjen Smittinidae. Inga underarter finns listade i Catalogue of Life.